# Special Air Service Regiment

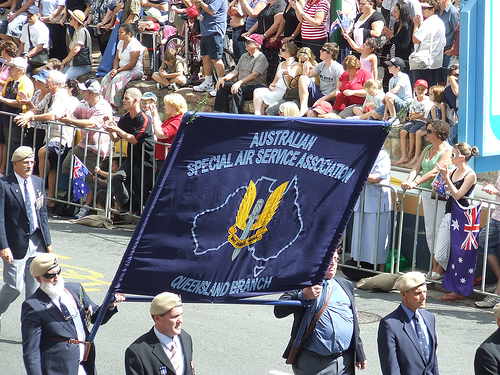
Veteranos da SASR marchando em 2007.

O Special Air Service Regiment, ou simplesmente SASR, mais confundido pelas sigla SAS da força especial da qual se originou, é o Regimento das Forças Especiais do Exército da Austrália. Inicialmente era parte do 22 SAS do Reino Unido e, após a Guerra na Malásia, dividiu-se por causa do tamanho. Vem seguindo as tradições dos Comandos "Z" Special Forces da Segunda Guerra Mundial, mas toda sua base operacional vem da Força Especial Britânica. Seu lema é "Who Dares Wins", que significa "Quem ousa vence". A SASR conta com os dois melhores campos de treinamento do mundo e muitas vezes realiza ali exercícios conjuntos com a SAS do Reino Unido e Força Delta dos Estados Unidos.

## Funções
As duas funções primárias são as de reconhecimento aplicado atrás das linhas inimigas e Força Operacional Contra-Terroristas.
No reconhecimento, a SASR utiliza pequenas unidades que se movem por trás dos territórios inimigos, levantando dados das tropas e, às vezes, interceptando-as em emboscadas, mas sempre que possível passam essa missão para uma outra força ou unidade. Tem a capacidade de infiltração por mar (submarinos ou por navios), por terra (carros de combate ou a pé) ou pelo céu (em operações HALO ou HAHO)
No Contra-Terrorismo a SASR utiliza uma equipe para o Oeste (TAGW - Tactical Assault Group West) e para o Leste (TAG - Tactical Assault Group East), os mesmos que do Royal Australian Regiment, os Commandos Australianos, com especialistas em resgate de reféns (incluindo uma ala só para navios) e treinam para atacar com a máxima velocidade e máxima força contra os agressores.

## Organização
A SASR conta com um esquadrão de treinamento, um esquadrão baseado, o 123 Signal Squadron - Sinalizadores e três esquadrões sabres com quatro tropas.